# レアル・アルヘンティーノ
レアル・アルヘンティーノ (R$A, スペイン語: real argentino) はアルゼンチンにおいて1881年まで使用されていた通貨である。アルゼンチン・レアル (英語: Argentine real)。1822年より、10 デシモ（décimo-s）に細分化された。ソルもまた同時期に発行されレアルと同じ価値を持った。また、1ペソは8レアル、1エスクードは16レアルの価値であった。

## 歴史
1813年にアルゼンチンがこの独自の硬貨を発行し始めるまで、スペイン植民地レアルは単独で流通していた。1820年には紙幣もまた発行された。1826年に、ペソ・モネダ・コリエンテ ($m/c) 及びペソ・フエルテ ($F) は紙幣のみで導入された。1854年、硬貨がセンターボ建てで発行された。1881年まで通貨の10進法化は行われなかった。ペソ・モネダ・ナショナル (m$n) に置き換えられた際、レートは 8レアル = 1ペソとされた。

## 硬貨
「リオ・デ・ラ・プラタ州 (Río de la Plata Province) 」名義で銀貨が発行され、通貨単位は ½, 1, 2, 4, 8 レアル及び、 ½, 1, 2, 4, 8 ソルであった。その間、金貨 (87.5%) もまた発行され、通貨単位はそれぞれ 1, 2, 4, 8 エスクードであった。
1822年、ブエノスアイレス州において独自の硬貨が発行されはじめた。通貨単位はデシモ（デシモス）とされ、1レアル = 10 デシモの価値を持った。通貨の額面は 1, 5, 10, 20 デシモスであり、すなわちこれは ¼, ½ (実際 5⁄10 と表される), 1, 2 レアルである。これらは全て銅貨であった。コルドバ、エントレ・リオス、ラ・リオハ、メンドーサ、サルタ、サンティアゴ・デル・エステロ、トゥクマンなどの他の州ではレアル銀貨とエスクード金貨が発行された。これらの硬貨の供給が不足した頃から、他国の銀貨の（特にボリビア・ソルの）使用が恒常化した。
1854年には、アルゼンチン連合名義で硬貨が発行され、通貨単位は 1, 2, 4 センターボ硬貨であった。この記述の通り、この硬貨の発行は通貨の10進法化を導くものではなかった。

## 銀行券
1820年、ブエノスアイレス州政府は 通貨額面 5, 10, 20, 40, 50, 100 ペソの紙幣を導入した。1823年には、1, 3, 5 ペソが追加導入された。ブエノスアイレス銀行 (Banco de Buenos Ayres) は1822年より、通貨額面 20, 50, 100, 200, 500, 1000 ペソ紙幣の発行を始め、1823年より、1, 2 ペソ紙幣も追加された。